# تل الشيخ أحمد العريني

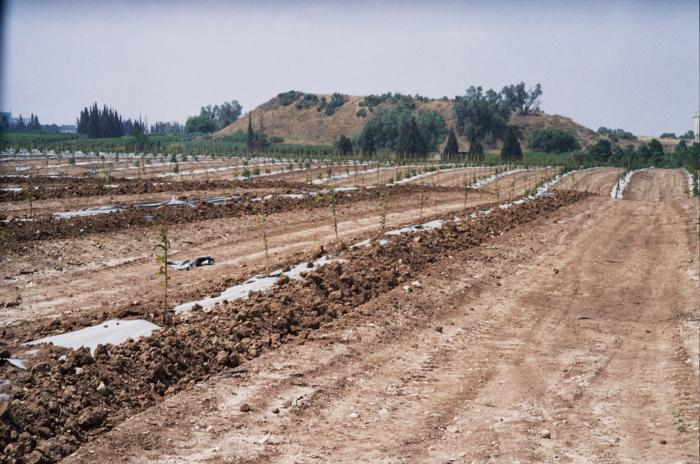
تل الشيخ أحمد العريني في فلسطين

تل الشيخ احمد العريني الاسم التوراتي (تل عراني) يقع في فلسطين إلى الشرق من تل الحسي على الطريق تجاري قديم الذي يربط البحر الأبيض المتوسط مع بيت جبرين، تبلغ مساحته حوالي 24 هكتاراً، وكان مأهولاً بالسكان خلال المراحل الثلاث الأولى من العصر البرونزي القديم ومحصناً فقط خلال المرحلة الأولى والثانية من العصر البرونزي القديم.